# Renate Brümmer
Renate Luise Brümmer (Sankt Gallen, Svájc, 1955. május 4.–) német meteorológus, kiképzett űrhajósnő.

## Életpálya
1981-ben Müncheni Egyetemen matematikából és a fizikából diplomázott. 1986-ban az University of Miami (Florida) keretében meteorológiából doktorált (Ph.D.). Az University of Colorado munkatársa.
1986. augusztus 3-tól a Deutsche Forschungs- und Versuchsanstalt für Luft- und Raumfahrt (DFVLR) jelentkezőket keresett a második német Spacelab küldetésre. A követelmények teljesítését követően 1799 jelöltből 13 fő (9 férfi és 4 nő) felelt meg a követelményeknek. Közülük 5 főt választottak ki (Renate Brümmer, Heike Walpot, Gerhard Thiele, Hans Schlegel és Ulrich Walter) űrhajós kiképzésre. 1988-ban a DFVLR székhelyén Kölnben tényleges (előzetes) űrhajós kiképzésben részesültek. 1990-től kezdték felkészíteni a csoport tagjait a Spacelab tervezett feladatainak ellátására. 1992-ben a Lyndon B. Johnson Űrközpontban részesült űrhajóskiképzésben. Kiképzett űrhajósként tagja volt az STS–55 támogató (tanácsadó, problémamegoldó) csapatának. Űrhajós pályafutását 1993. május 6-án fejezte be. A University Corporation munkatársa.

### Tartalék személyzet
- STS–55, a Columbia űrrepülőgép 14. repülésének rakományfelelőse.